# Campionati del mondo di atletica leggera indoor 2018 - Staffetta 4×400 metri maschile
La gara della staffetta 4x400 m maschile si è svolta il 3 ed il 4 marzo. Si sono qualificate 10 squadre, ma solo in 8 hanno partecipato alle 2 batterie.

## Risultati

### Batterie
Le 2 batterie sono cominciate il 3 marzo alle 12:32. Si qualificano alla finale le migliori 2 nazioni per batteria più i 2 migliori tempi.
| Class. | Batteria | Corsia | Nazione           | Atleti                                                                 | Tempo   | Note                                     |
| ------ | -------- | ------ | ----------------- | ---------------------------------------------------------------------- | ------- | ---------------------------------------- |
| 1      | 2        | 6      | Stati Uniti       | Fred Kerley, Marqueze Washington, Paul Dedewo, Vernon Norwood          | 3:04.00 | Q                                        |
| 2      | 1        | 6      | Belgio            | Dylan Borlée, Jonathan Borlée, Jonathan Sacoor, Kévin Borlée           | 3:05.22 | Q                                        |
| 3      | 1        | 5      | Polonia           | Karol Zalewski, Patryk Adamczyk, Łukasz Krawczuk, Jakub Krzewina       | 3:05.24 | Q                                        |
| 4      | 2        | 5      | Gran Bretagna     | Owen Smith, Sebastian Rodger, Jamal Rhoden-Stevens, Grant Plenderleith | 3:05.29 | Q,                                       |
| 5      | 1        | 3      | Trinidad e Tobago | Renny Quow, Jereem Richards, Machel Cedenio, Lalonde Gordon            | 3:05.96 | q                                        |
| 6      | 1        | 4      | Rep. Ceca         | Michal Desenský, Vít Müller, Filip Šnejdr, Patrik Šorm                 | 3:06.40 | q                                        |
| 7      | 2        | 2      | Spagna            | Lucas Búa, Manuel Guijarro, Aleix Porras, Samuel García                | 3:07.52 | Miglior prestazione personale stagionale |
| 8      | 2        | 3      | Rep. Dominicana   | Juander Santos, Raymond Urbino, Andito Charles, Leonel Bonón           | 3:10.45 | Miglior prestazione personale stagionale |
|        | 1        | 2      | Ucraina           |                                                                        | dns     |                                          |
|        | 2        | 4      | Giamaica          |                                                                        | dns     |                                          |

### Finale
La finale è partita il 4 marzo alle 15:58.
| Pos | Corsia | Nazione           | Atleti                                                             | Tempo   | Note                                     |
| --- | ------ | ----------------- | ------------------------------------------------------------------ | ------- | ---------------------------------------- |
| 1   | 4      | Polonia           | Karol Zalewski, Rafał Omelko, Łukasz Krawczuk, Jakub Krzewina      | 3:01.77 | Record mondiale                          |
| 2   | 6      | Stati Uniti       | Fred Kerley, Michael Cherry, Aldrich Bailey Jr., Vernon Norwood    | 3:01.97 |                                          |
| 3   | 5      | Belgio            | Dylan Borlée, Jonathan Borlée, Jonathan Sacoor, Kévin Borlée       | 3:02.51 | Record nazionale                         |
| 4   | 1      | Trinidad e Tobago | Deon Lendore, Jereem Richards, Asa Guevara, Lalonde Gordon         | 3:02.52 | Record nazionale                         |
| 5   | 2      | Rep. Ceca         | Michal Desenský, Patrik Šorm, Filip Šnejdr, Pavel Maslák           | 3:04.87 | Miglior prestazione personale stagionale |
| 6   | 3      | Gran Bretagna     | Owen Smith, Grant Plenderleith, Jamal Rhoden-Stevens, Lee Thompson | 3:05.08 | Miglior prestazione personale stagionale |